# 托沃
托沃（法語：Tauves，法語發音：[tov]）是法国多姆山省的一个市镇，属于伊苏瓦尔区。

## 地理
托沃（45°33'36"N, 2°37'24"E）面积33.95 平方千米，位于法国奥弗涅-罗讷-阿尔卑斯大区多姆山省，该省份为法国中南部省份，北起阿列省接壤，东临卢瓦尔省，南至上盧瓦爾省和康塔爾省，西接科雷兹省和克勒兹省。
与托沃接壤的市镇（或旧市镇、城区）包括：阿韦兹、巴尼奥勒、拉罗德、奥弗涅地区拉图尔、奥弗涅地区圣索夫、桑格勒。

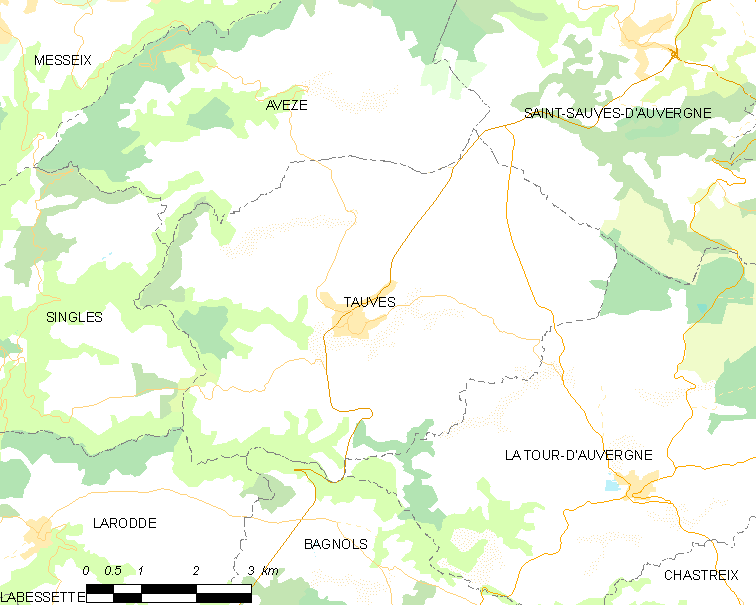
托沃的OSM定位图

托沃的时区为UTC+01:00、UTC+02:00（夏令时）。

## 行政
托沃的邮政编码为63690，INSEE市镇编码为63426。

## 政治
托沃所属的省级选区为勒桑西县。

## 人口

1962-2008年间托沃人口变化图示

托沃于2022年1月1日时的人口数量为700人。